# Ralph Izard
Ralph Izard (Charleston, 1741. vagy 1742. január 23. – Charleston 1804. május 30.), az Amerikai Egyesült Államok szenátora (Dél-Karolina, 1789–1795).